# Dědův odkaz
Dědův odkaz (txec), literalment en català «El llegat de l'avi», op. 57, és una òpera en tres actes composta el 1923 per Vítězslav Novák sobre un llibret en txec d'Antonin Klášterský, basat en Dědův odkaz d'Adolf Heyduk. Es va estrenar el 16 de gener de 1926 al Teatre Nacional de Brno.